# دانشکده پزشکی، دانشگاه دیپونگورو
دانشکده پزشکی، دانشگاه دیپونگورو (اندونزیایی: Fakultas Kedokteran Universitas Diponegoro) یکی از دانشکده‌های پزشکی پیشرو در اندونزی است. این دانشکده در 1 اکتبر 1961 تأسیس شد، به‌طور رسمی به بیمارستان کاریادی که یک بیمارستان مرکز عمومی در جاوه مرکزی است، وابسته است. دانشکده پزشکی، دانشگاه دیپونگورو در رتبه‌بندی دانشگاه‌های برتر جهان THES-QS در سال 2007 این دانشکده در رتبه 410 قرار دارد.